# Tio Pepe
Tio Pepe è un marchio di sherry spagnolo conosciuto in tutto il mondo.

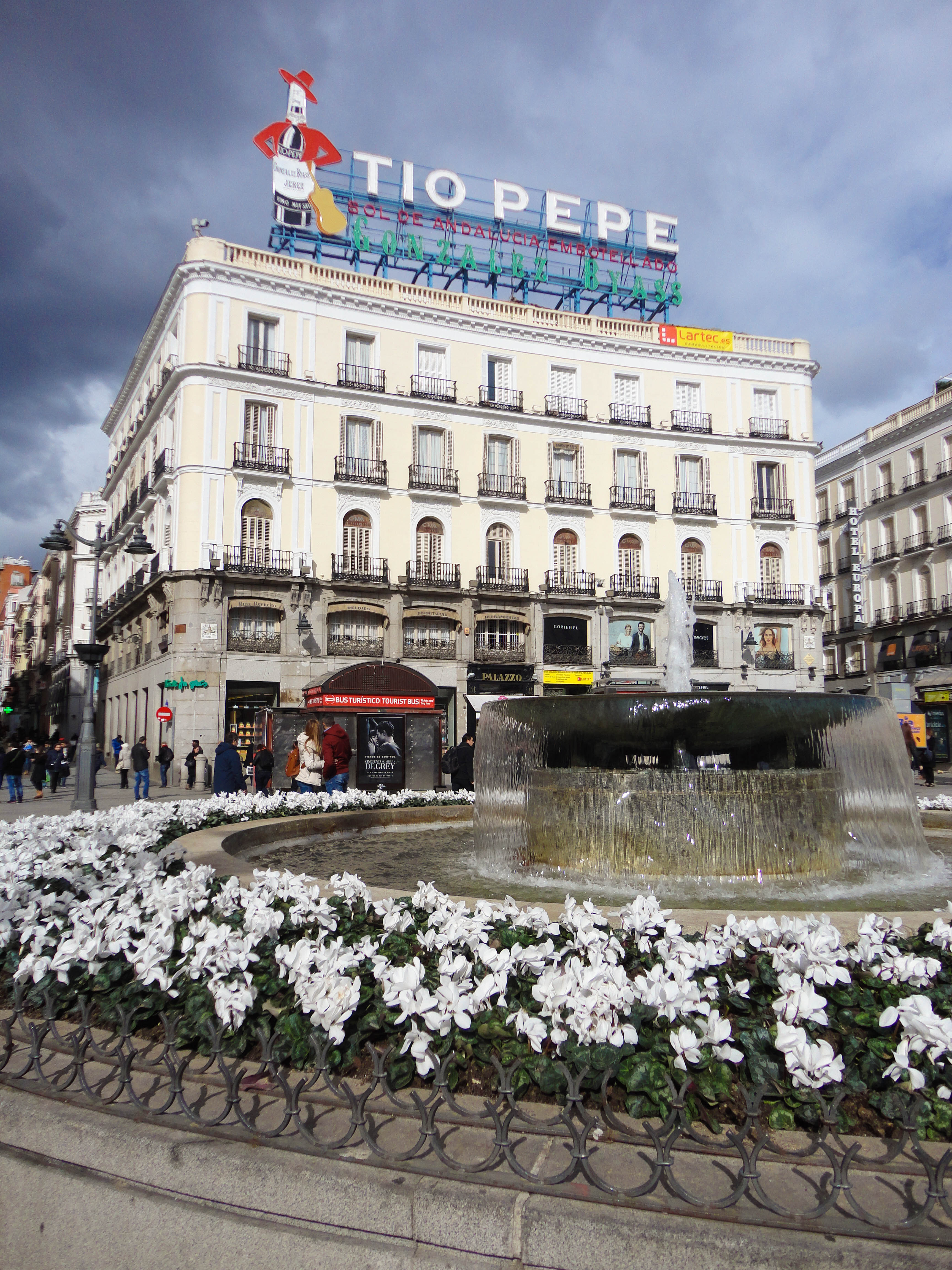
L'insegna di Tio Pepe nella Puerta del Sol

È uno sherry fino, dal colore paglierino tenue e con una grande capacità di abbinamento con i cibi ed è prodotto da González Byass, fornitore della Casa Reale spagnola dal 1844 sino ad oggi.
Deve il suo nome allo zio del fondatore Manuel María González Ángel, che si chiamava Pepe.